# Конрад V фон Ербах-Ербах
Конрад V фон Ербах-Ербах Млади (на немски: Konrad V von Erbach-Erbach; * пр. 1335; † 1381) е шенк на Ербах в Ербах.
Той е първият син на шенк Конрад III фон Ербах-Ербах (IV) (* пр. 1296; † 5 юни 1363) и съпругата му Ида фон Щайнах (* пр. 1316; † 1365), дъщеря на Бопо фон Щайнах († 1325) и на Агнес († сл. 1316). Брат е на Еберхард VIII, шенк фон Ербах-Ербах, рицар 1341 († 1373), женен от 1347 г. за графиня Елизабет фон Катценелнбоген († 1385).

## Фамилия
Конрад V се жени за Кунигунда фон Брукен († 13 септември 1357), дъщеря на Йохан IV фон Брукен, господар на Хунзинген († 1333), и съпругата му фон Лимбург. Те имат една дъщеря:
- Анна фон Ербах-Ербах (* пр. 1363; † 29/30 ноември 1375), омъжена за шенк Хайнрих I фон Ербах, господар на Михелщат (* пр. 1333; † 16 февруари 1387), син на Еберхард VII фон Ербах († 1327) и Имагина фон Спонхайм-Кройцнах († 1341).

Конрад V се жени втори път сл. 13 септември 1357 г. за Маргарета фон Ербах (* ок. 1365; † 19 август 1396), дъщеря на Конрад IV фон Ербах (* ок. 1330) и Анна фон Бруке († 22 май 1370). Те имат децата:
- Конрад VI фон Ербах-Ербах (* пр. 1381; † 31 януари 1427), шенк на Ербах-Ербах, женен за Маргарета Ландшад фон Щайнах († ок. 1416), дъщеря на Хайнрих ген. Блигер (XII) Ландшад фон Щайнах и Катарина фон Тан
- Анна (* пр. 1408, † сл. 28 март 1444), омъжена пр. 8 февруари 1408 г. за граф Хайнрих фон Льовенщайн († 1444), син на граф Албрехт II фон Льовенщайн-Шенкенберг († 1382) и втората му съпруга Удилхилд фон Верденберг-Алпек († сл. 1399)
- Елизабет (* пр. 1380; † сл. 1411), приорес на Кл. Либенау близо до Вормс

Вдовицата му Маргарета фон Ербах се омъжва втори път между 1381 и 8 юли 1383 г. за Конрад VI фон Бикенбах бургграф на Милтенберг († 2 април 1429).